# Sankin kōtai
El sankin kōtai (参勤交代?   «servicio alternado») fue una política gubernamental durante el shogunato Tokugawa, en el cual los shogunes trataban de controlar a los daimyō de las provincias obligándolos a residir periódicamente por un año en su respectivo han y al año siguiente la ciudad de Edo, capital del shogunato.
Cuando el daimyo retornaba a su han tras un año de vivir en Edo, su esposa y sus herederos debían permanecer forzosamente en esa ciudad prácticamente como rehenes que asegurasen la lealtad del daimyo hacia el shogun.
Si bien ya existía en Japón la costumbre que un samurái viviese por periodos alternados de un año en la capital de su respectivo señor como modo de prestar servicio, Tokugawa Iemitsu amplió este mandato a los daimyo mediante una ley de 1635, siendo que el sankin kotai continuó en vigencia hasta 1862.
Una finalidad adicional del sankin kotai fue que la obligación impuesta a los daimyo también significaba reducir su poderío financiero debido al costo de mantener dos residencias permanentes e igualmente suntuosas tanto en Edo como en su han. Además los viajes de ida y vuelta del daimyo implicaban un importante gasto adicional en tanto se precisaba transportar un grupo de servidores y una compañía de guerreros samurái de tamaño variable según la importancia de cada han. Esta clase de costos eran necesarios para mantener el prestigio del daimyō y le impedían incurrir en los gastos bélicos (construcción de castillos o fabricación de armas) que implicaría una rebelión contra el shōgun.
No obstante, el continuo tránsito de comitivas de los daimyo implicaban un estímulo a la construcción de caminos adecuados, así como a la edificación de hospedajes y tiendas de todo tipo a lo largo de las ciudades que se hallaban en las rutas principales, tanto para atender a las necesidades del daimyo como a la de sus servidores y guerreros. La propia Edo experimentó un fuerte crecimiento económico en comercio e industria para satisfacer la demanda de las familias de los daimyo y de los miembros de las comitivas que continuamente llegaban allí.